# Licor de Hoffmann
Licor de Hoffmann ou éter alcoolizado é uma solução composta por éter etílico e álcool etílico, utilizada na farmacotécnica como veículo. Aplicando-se na pele, este composto remove sua oleosidade, sendo usado em fórmulas recomendadas para acne, alopécia e antimicóticos tópicos.